# Người đẹp Tây Đô
Người đẹp Tây Đô là một bộ phim truyền hình được thực hiện bởi Hãng phim Truyền hình Thành phố Hồ Chí Minh, Đài Truyền hình Thành phố Hồ Chí Minh do Nghệ sĩ ưu tú Lê Cung Bắc làm đạo diễn. Phim lấy nguyên mẫu từ Lâm Thị Phấn - một nữ chiến sĩ tình báo, con gái của một nhà giáo, hiệu trưởng trường trung học Cần Thơ thời Pháp thuộc. Phim được phát sóng lần đầu vào ngày 20 tháng 6 năm 1996 - 5 tháng 7 năm 1996 trên kênh HTV9.

## Nội dung
Bạch Cúc, chị cả của một đàn em, học giỏi, thuộc loại hoa hậu (được mọi người xứng danh là "Người đẹp Tây Đô"), với tài năng xuất chúng lẫn vẻ đẹp trời ban, những tưởng Bạch Cúc sẽ có được một cuộc sống giàu sang và được hưởng vinh quang phú quý, thế nhưng cô phải trải qua nỗi bất hạnh đầu đời con gái: bị gả về nhà địa chủ, làm vợ một anh chàng thuộc loại công tử Bạc Liêu. Tại nhà chồng, Bạch Cúc bị biến thành món hàng cho chàng công tử nhiều tiền, quen sống hưởng thụ kiểu thực dân. Sau cùng, vì đã bị chịu quá nhiều bạo hành từ chồng và nhà chồng, cô đã đứng về phía những người bị áp bức, bước chân theo đoàn quân khởi nghĩa tháng 8 năm 1945. Bạch Cúc trở thành nữ chiến sĩ tình báo, và được đưa về hoạt động ở Cần Thơ. Nhân dịp thực dân Pháp rải truyền đơn kêu gọi những người trong vùng kháng chiến hồi cư, nhờ tài khéo léo và sắc đẹp của mình, Bạch Cúc đã thành ngôi sao sáng trong giới thượng lưu Cần Thơ, giao du với tất cả giới cầm quyền thực dân Pháp tại đây. Trong suốt 8 năm liền (1946 – 1954) Bạch Cúc trở thành đối tượng săn đuổi của các sĩ quan Pháp – Việt, trong quân đội và tình báo Pháp - Những tình nhân, đối thủ đều lần lượt bị đo ván trong các cuộc đấu tranh về sau này.

## Diễn viên
- Việt Trinh trong vai Bạch Cúc[6]
- Kim Xuân trong vai Bà giáo Thành
- Hồng Ánh trong vai Bạch Vân [7]
- Hoàng Sơn trong vai Ba Dĩnh
- Tú Trinh trong vai Bà hội đồng
- Thành Trí trong vai Ông hội đồng
- Hương Giang trong vai Tư Ngân
- Thanh Thủy trong vai Cô Hai con hội đồng
- Lê Hải trong vai Quý
- Lê Công Tuấn Anh trong vai Quang
- Ánh Hoa trong vai Mẹ Quang
- Đơn Dương trong vai Hoàng Thái
- Võ Thế Vỹ trong vai Lực
- Robert Hải trong vai Norret
- Anh Thư trong vai Bà Kiều
- Nguyễn Hậu trong vai Mật thám Tùng (Tùng "Cọp xâm")
- Hồ Kiểng trong vai Lão nông dân nghèo
- Tường Vân trong vai Bà Cần
- Thiệu Ánh Dương trong vai Hai Niệm
- Hoài An trong vai Sen
- Tấn Thi trong vai Hương cả Bính
- Mai Huỳnh trong vai Ông giáo Thành
- Lê Tuấn Anh trong vai Trần Định
- Thanh Vy trong vai Bà Lý
- Đào Bá Sơn trong vai Cousson
- Quốc Thảo trong vai Trần Duy
- Lê Quang trong vai Năm "Cọp"
- Ngọc Đặng trong vai Già Canh
- Quang Hải trong vai Trung
- Nguyên Hạnh trong vai Ông Phú
- Nguyên Trinh trong vai Bà Phú
- Nguyễn Hiếu trong vai Hai Mỳ
- Việt Trường trong vai Đe
- Hương Hà trong vai Sam
- Thiên Kim trong vai Bà mai
- Mạc Can trong vai Chủ sòng bài

Và một số diễn viên khác...

## Các kênh trình chiếu
- HTV9 — 20 tháng 6 tháng 1996 - 5 tháng 7 năm 1996
- VTV3 — 31 tháng 7 năm 1996 - 14 tháng 8 năm 1996[8]
- HanoiTV — 6 tháng 9 năm 2000 - 13 tháng 9 năm 2000[9]
- THĐT1 — 13 tháng 6 năm 2024 - 2 tháng 7 năm 2024